# Bränninge, Habo kommun
Bränninge är en del av tätorten Habo i Habo socken i Habo kommun. Före 2005 avgränsade och namnsatte SCB för en del av området en småort med namnet Bränninge (östra delen). 
I Bränninge finns en skola för årskurs f till 6 och flera förskolor. Orienteringsklubben OK Gränsen har sin klubbstuga i Bränningeskogen.